# 渉禽類
渉禽類（しょうきんるい）とは、鳥類の生態による分類の1つであり、水辺を主な食事の場として暮らす鳥類の総称である。飛行能力も有するものの、しばしば、その長い脚で水辺を歩行する姿が見られる点が、共通する特徴と言える。なお、渉の意味は「水域を歩いて渡る」という意味であり、禽の意味は「鳥類」という意味である。このため、この類の鳥類を、単に渉禽（しょうきん）とも呼ぶ。ただし、これ以降、本稿では「渉禽類」の表記に統一する。

## この分類に該当する鳥類
渉禽類に含まれる鳥類は、生物分類学で見れば、必ずしも類縁にあるわけではない。ただし、いずれも体長の割に、長い嘴を持ち、また体長の割に脚が長く、その長い脚を利用して水辺を歩行して移動する姿が観察され、その足には水掻きが無いという特徴を有する。また、体長の割に、首が長い場合が多い。例えば、クイナ類、コウノトリ、サギ類、トキ、シギ類、チドリ類、ツル類、フラミンゴなどが含まれる。
一方で、ガンやカモの類は、渉禽類ではない。

## 生態
既述のように、渉禽類に該当する鳥類には、系統的に遠い鳥類も含まれるため、大雑把に共通項と言える生態しか挙げられない。例えば、渡り鳥も含まれるものの、全てが渡り鳥というわけではない。食性も水棲動物や水辺に棲息する陸上動物を食べる肉食とは限らず、例えば、ツルは植物も食べる。ただ、系統的に近縁ではないのに、食事の場として水辺を利用する際に、飛行するのではなく、水辺を歩行しながら採食する姿が、しばしば観察される点は、共通する。そして、系統的に近縁ではないのに、既述したように、そのために適した体型を有している。このような特徴を有するため、渉禽類は水鳥と説明される事例も見られる。なお、渉禽類が利用する水辺としては、水深の浅い湖沼を含めた湿地帯、水深の浅い河川の中や河岸付近、干潟などを利用する。ただし、天然の水辺だけでなく、例えば、水田や浅い溜め池などのような人工の水辺であっても、利用する。トキが絶滅した原因の1つも、人工の水辺も利用した点に有った。